# Dorchester (Wisconsin)
Dorchester és una població dels Estats Units a l'estat de Wisconsin. Segons el cens del 2000 tenia 827 habitants.

## Demografia
Segons el cens del 2000, Dorchester tenia 827 habitants, 336 habitatges, i 220 famílies. La densitat de població era de 243,7 habitants per km².
Dels 336 habitatges en un 32,7% hi vivien nens de menys de 18 anys, en un 53,9% hi vivien parelles casades, en un 8% dones solteres, i en un 34,5% no eren unitats familiars. En el 27,1% dels habitatges hi vivien persones soles el 13,7% de les quals corresponia a persones de 65 anys o més que vivien soles. El nombre mitjà de persones vivint en cada habitatge era de 2,46 i el nombre mitjà de persones que vivien en cada família era de 3,01.
Per edats la població es repartia de la següent manera: un 26,5% tenia menys de 18 anys, un 9,1% entre 18 i 24, un 31,3% entre 25 i 44, un 15,7% de 45 a 60 i un 17,4% 65 anys o més.
L'edat mediana era de 35 anys. Per cada 100 dones de 18 o més anys hi havia 93,6 homes.
La renda mediana per habitatge era de 34.750 $ i la renda mediana per família de 44.063 $. Els homes tenien una renda mediana de 28.242 $ mentre que les dones 23.958 $. La renda per capita de la població era de 15.860 $. Aproximadament el 7,1% de les famílies i el 10,1% de la població estaven per davall del llindar de pobresa.

## Poblacions més properes
El següent diagrama mostra les poblacions més properes.